# Прянишников Михайло Павлович
Михайло Павлович Прянишников (1910, село Гладчиха, тепер Теренгульського району Ульяновської області, Російська Федерація — 2 жовтня 1978, місто Одеса) — український радянський діяч, 1-й секретар Суворовського райкому КПУ Одеської області, 1-й секретар Ізмаїльського міськкому КПУ, секретар Одеського обкому КПУ та голова Одеського обласного комітету народного контролю. Кандидат у члени ЦК КПУ в 1956—1960 роках.

## Біографія
Народився у селянській родині. Трудову діяльність розпочав у 1927 році в районному комітеті профспілки сільськогосподарських робітників.
Член ВКП(б) з 1929 року.
У 1930 році закінчив курси голів колгоспів.
У 1930—1935 роках — голова сільськогосподарської комуни (колгоспу) у Теренгульському районі.
У 1935—1940 роках — секретар партійного осередку, інструктор Теренгульського районного комітету ВКП(б); заступник голови, голова виконавчого комітету Теренгульської районної ради депутатів трудящих; секретар Теренгульського районного комітету ВКП(б) Ульяновської області.
Під час німецько-радянської війни перебував на партійно-політичній роботі в Червоній армії.
У 1946—1951 роках — 2-й секретар Болградського районного комітету КП(б)У Ізмаїльської області.
У 1951—1959 роках — 1-й секретар Суворовського районного комітету КПУ Ізмаїльської (Одеської) області.
У 1959—1962 роках — 1-й секретар Ізмаїльського міського комітету КПУ Одеської області.
У 1962—1963 роках — партійний організатор Ізмаїльського виробничого колгоспно-радгоспного управління Одеської області.
14 січня 1963 — 4 грудня 1964 року — секретар Одеського сільського обласного комітету КПУ — заступник голови виконавчого комітету Одеської сільської обласної ради депутатів трудящих — голова Одеського сільського обласного комітету партійно-державного контролю.
4 грудня 1964 — лютий 1966 року — секретар Одеського обласного комітету КПУ — заступник голови виконавчого комітету Одеської обласної ради депутатів трудящих — голова Одеського обласного комітету партійно-державного контролю.
У лютому 1966 — 1973 року — голова Одеського обласного комітету народного контролю.
З 1973 року — на пенсії у місті Одесі. Очолював Одеське міське бюро із працевлаштування і інформації населення.

## Нагороди
- орден Леніна (26.02.1958)
- орден Трудового Червоного Прапора
- Почесна грамота Президії Верховної Ради Української РСР (13.02.1968)
- Грамота Президії Верховної Ради Української РСР
- медалі